# Sloep

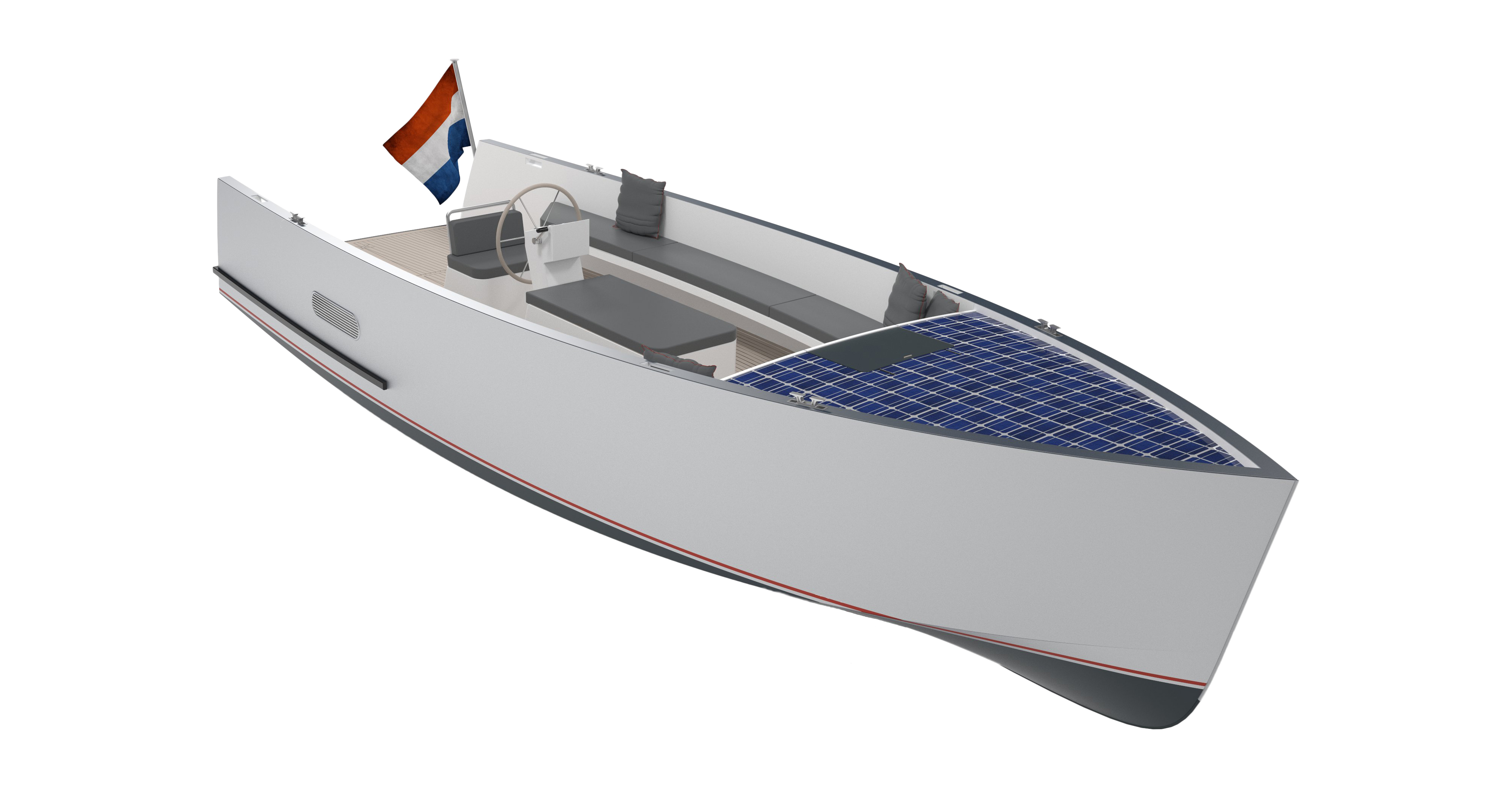
Moderne sloep met deels elektrische aandrijving

Een sloep is in de oorspronkelijke betekenis een roeiboot, of een zeilschip met een enkele mast. Nu wordt de term vooral gebruikt voor een klein scheepstype, met een motor of een mast, dat op het dek van een groter schip wordt meegevoerd en in uitvoeringen als de vissloep ook als onafhankelijk zeevaartuig in gebruik is.

## Kenmerken
Er zijn geen vaste kenmerken voor de rompvorm aan te geven, omdat dit overal ter wereld verschilde en verschilt, hoewel in in Nederland de rechte kielbalk (over het grootste deel van de lengte van de boot) wel als gemeenschappelijk kenmerk wordt genoemd. Plaatselijke vissers maakten de sloepen zelf, of marine-autoriteiten lieten ze maken naar eigen ontwerp. De vroege houten sloepen werden geroeid of onder klein zeil gevaren. De meeste sloepen werden overnaads gebouwd.

## Vissloep (Nederlands)
Deze chaloupe genoemde scheepjes werden gebouwd naar Frans model en in 1817 in de zuidelijke Nederlanden ingevoerd voor de haring-, schelvis- en kabeljauwvangst. Zij waren, als het ging om de visserij op kabeljauw of op schelvis, voorzien van een bun omdat deze vis vers moest worden aangevoerd (versvaart). Ze had een scherpe rechtstaande steven en plat achterschip. De meeste werden gebouwd in Middelharnis, maar ook in Vlaardingen en Pernis. Na 1890 werden ze ook in ijzer gebouwd. Ze werden groter met een overhangende spiegel en hogere kimmen en 2 masten met staande, gaffelzeilen. Ingericht voor de beugvisserij voldeden ze niet meer voor de versvaart, en die rol werd overgenomen door de logger (Fr. lougre).
In Amerika werden vissloepen met meerdere tegelijk meegevoerd op het dek van een groot vissersschip. Op de visgronden aangekomen werd er (met handlijnen) van uit de sloepen gevist. Het moederschip deed dienst als transport- en bewerkingsschip, ook wel fabriekschip.

## Marinesloep
De gebruikelijke naam hiervoor is werksloep. Op de zeilschepen van de marine werden verschillende sloepen mee gevoerd, die naast het hoofdluik achter de grote mast op bokken waren geplaatst. De grootste was de barkas. De kleinere heetten achtereenvolgens: kapiteinschaloup, labberlot en jol. Ze werden met takels buiten boord gehesen en dienden verschillende doelen: ankerbehandeling, buitenwerks onderhoud of sleepboot bij windstilte. Bij oorlogsvoering of ontdekkingsreizen werden hiermee landingsdivisies uitgestuurd. Als een schip gevechtsklaar werd gemaakt, werden de sloepen met zeewater gevuld dat werd gebruikt om een beginnende brand snel te kunnen blussen.

## Reddingssloep
De verzamelnaam voor de bijboten die op veel schepen worden meegevoerd om de opvarenden te kunnen bergen bij een ramp met het schip. Deze is voorzien van een eigen voortstuwingsinstallatie en bevat noodzakelijke goederen om inzittenden enige tijd in leven te houden.
Kenmerkend voor oude open sloepen is de kabelaring: een tros (dik touw) dat rondom de sloep aan het dolboord (de bovenzijde) van de scheepswand is vastgemaakt. Hierin waren lussen vastgevlochten (gesplitst) die dienden om de sloep te tillen, en in het water om aan vast te klampen door drenkelingen. Bij moderne gesloten sloepen is dit meestal een rubberen rand.

## Staatsiesloep
Ook koningssloep genoemd. Deze was bestemd voor het vervoer van hooggeplaatste personen. Het was lang en smal van vorm: 1:5. Het voorste deel bood plaats aan de roeiers en het achterdeel aan de gasten. Vaak was dit voorzien van een baldakijn of staatsie.

## Roeisloep
In Nederland worden sloepen nog steeds gebruikt om wedstrijden te roeien, zie ook sloeproeien en de pleziervaart.

## Moderne sloep
Veel kleine scheepjes die voor de pleziervaart worden gebouwd en ontworpen, worden sloep genoemd. Vaak hebben die ook een tros om het dolboord, de kabelaring, maar die doet dan dienst als stootwil. De verdikking om de boeg is afkomstig van de sleepvaart en wordt leguaan genoemd.
Moderne sloepen worden vaak van polyester gemaakt. De vaak overnaadse rompvorm is eenvoudig met een mal via de hand-layup-methode te fabriceren. Sloepen worden ook wel gemaakt van aluminium.

## Populariteit sloep
Sloepen zijn de afgelopen jaren steeds populairder geworden in Nederland en de rest van Europa, vooral door hun veelzijdigheid en eenvoudige bediening. In Nederland zijn ze bijzonder geliefd voor recreatieve vaartochten door de vele grachten, meren en kanalen. De tien populairste merken sloepen in Nederland zijn Maril, Interboat, Antaris, Pieterman Sloep, Oud Huijzer, Stout, Corsiva, Primeur, Prins en Maxima.
Ook in landen als Frankrijk, België en Italië winnen sloepen terrein, mede door hun milieuvriendelijke innovaties zoals elektrische motoren. Volgens de HISWA is de vraag naar sloepen in Nederland de afgelopen tien jaar met bijna 25% gestegen, wat hun groeiende populariteit in heel Europa weerspiegelt.